# Am I Wrong
"Am I Wrong" is een nummer van het Noorse muzikale duo Nico & Vinz, geschreven en geproduceerd door William Wiik Larsen. Het werd in eerste instantie in april 2013 uitgegeven, toen de twee zich nog "Envy" noemden. Toen werd het nummer een hit in Scandinavië. In 2014 veranderen Nico Sereba en Vincent Dery hun naam naar "Nico & Vinz", nadat ze getekend hadden bij het Amerikaanse platenlabel Warner Bros.. Het nummer "Am I Wrong" brachten zij opnieuw uit. Dit keer werd het ook een hit buiten Scandinavië, met nummer-één-noteringen in zeven landen, waaronder Nederland.

## Tracklijst
| Nr. | Titel      | Duur |
| --- | ---------- | ---- |
| 1.  | Am I Wrong | 4:07 |

| Nr. | Titel                             | Duur |
| --- | --------------------------------- | ---- |
| 1.  | Am I Wrong                        | 4:08 |
| 2.  | Am I Wrong (instrumentale versie) | 4:06 |

## Hitnoteringen

### Nederlandse Top 40
| Hitnotering: 18-04-2015 t/m 05-09-2015 | Hitnotering: 18-04-2015 t/m 05-09-2015 | Hitnotering: 18-04-2015 t/m 05-09-2015 | Hitnotering: 18-04-2015 t/m 05-09-2015 | Hitnotering: 18-04-2015 t/m 05-09-2015 | Hitnotering: 18-04-2015 t/m 05-09-2015 | Hitnotering: 18-04-2015 t/m 05-09-2015 | Hitnotering: 18-04-2015 t/m 05-09-2015 | Hitnotering: 18-04-2015 t/m 05-09-2015 | Hitnotering: 18-04-2015 t/m 05-09-2015 | Hitnotering: 18-04-2015 t/m 05-09-2015 | Hitnotering: 18-04-2015 t/m 05-09-2015 | Hitnotering: 18-04-2015 t/m 05-09-2015 | Hitnotering: 18-04-2015 t/m 05-09-2015 | Hitnotering: 18-04-2015 t/m 05-09-2015 | Hitnotering: 18-04-2015 t/m 05-09-2015 | Hitnotering: 18-04-2015 t/m 05-09-2015 | Hitnotering: 18-04-2015 t/m 05-09-2015 |
| Week:                                  | 1                                      | 2                                      | 3                                      | 4                                      | 5                                      | 6                                      | 7                                      | 8                                      | 9                                      | 10                                     | 11                                     | 12                                     | 13                                     | 14                                     | 15                                     | 16                                     | 17                                     |
| -------------------------------------- | -------------------------------------- | -------------------------------------- | -------------------------------------- | -------------------------------------- | -------------------------------------- | -------------------------------------- | -------------------------------------- | -------------------------------------- | -------------------------------------- | -------------------------------------- | -------------------------------------- | -------------------------------------- | -------------------------------------- | -------------------------------------- | -------------------------------------- | -------------------------------------- | -------------------------------------- |
| Positie:                               | 37                                     | 30                                     | 18                                     | 10                                     | 4                                      | 4                                      | 2                                      | 1                                      | 1                                      | 1                                      | 2                                      | 2                                      | 3                                      | 4                                      | 5                                      | 5                                      | 5                                      |
| Week:                                  | 18                                     | 19                                     | 20                                     | 21                                     | 22                                     | 23                                     | 24                                     | 25                                     | 26                                     | 27                                     | 28                                     | 29                                     | 30                                     | 31                                     | 32                                     |                                        |                                        |
| Positie:                               | 6                                      | 7                                      | 9                                      | 10                                     | 11                                     | 12                                     | 12                                     | 12                                     | 15                                     | 17                                     | 23                                     | 28                                     | 28                                     | 39                                     | 40                                     | uit                                    |                                        |

### NederlandseSingle Top 100
| Hitnotering: 05-04-2015 t/m 14-12-2015 | Hitnotering: 05-04-2015 t/m 14-12-2015 | Hitnotering: 05-04-2015 t/m 14-12-2015 | Hitnotering: 05-04-2015 t/m 14-12-2015 | Hitnotering: 05-04-2015 t/m 14-12-2015 | Hitnotering: 05-04-2015 t/m 14-12-2015 | Hitnotering: 05-04-2015 t/m 14-12-2015 | Hitnotering: 05-04-2015 t/m 14-12-2015 | Hitnotering: 05-04-2015 t/m 14-12-2015 | Hitnotering: 05-04-2015 t/m 14-12-2015 | Hitnotering: 05-04-2015 t/m 14-12-2015 | Hitnotering: 05-04-2015 t/m 14-12-2015 | Hitnotering: 05-04-2015 t/m 14-12-2015 | Hitnotering: 05-04-2015 t/m 14-12-2015 | Hitnotering: 05-04-2015 t/m 14-12-2015 | Hitnotering: 05-04-2015 t/m 14-12-2015 | Hitnotering: 05-04-2015 t/m 14-12-2015 |
| Week:                                  | 1                                      | 2                                      | 3                                      | 4                                      | 5                                      | 6                                      | 7                                      | 8                                      | 9                                      | 10                                     | 11                                     | 12                                     | 13                                     | 14                                     | 15                                     | 16                                     |
| -------------------------------------- | -------------------------------------- | -------------------------------------- | -------------------------------------- | -------------------------------------- | -------------------------------------- | -------------------------------------- | -------------------------------------- | -------------------------------------- | -------------------------------------- | -------------------------------------- | -------------------------------------- | -------------------------------------- | -------------------------------------- | -------------------------------------- | -------------------------------------- | -------------------------------------- |
| Positie:                               | 86                                     | 43                                     | 15                                     | 8                                      | 6                                      | 9                                      | 8                                      | 8                                      | 5                                      | 5                                      | 6                                      | 7                                      | 7                                      | 8                                      | 7                                      | 7                                      |
| Week:                                  | 17                                     | 18                                     | 19                                     | 20                                     | 21                                     | 22                                     | 23                                     | 24                                     | 25                                     | 26                                     | 27                                     | 28                                     | 29                                     | 30                                     | 31                                     | 32                                     |
| Positie:                               | 9                                      | 10                                     | 13                                     | 15                                     | 17                                     | 15                                     | 19                                     | 19                                     | 21                                     | 21                                     | 24                                     | 26                                     | 30                                     | 36                                     | 37                                     | 36                                     |
| Week:                                  | 33                                     | 34                                     | 35                                     | 36                                     | 37                                     | 38                                     | 39                                     | 40                                     | 41                                     | 42                                     | 43                                     | 45                                     | 46                                     |                                        |                                        |                                        |
| Positie:                               | 46                                     | 50                                     | 55                                     | 59                                     | 79                                     | 84                                     | 67                                     | 73                                     | 84                                     | 84                                     | 94                                     | 98                                     | 98                                     | uit                                    |                                        |                                        |

### 3FM Mega Top 50
| Hitnotering: 19-04-2014 t/m 29-11-2014 | Hitnotering: 19-04-2014 t/m 29-11-2014 | Hitnotering: 19-04-2014 t/m 29-11-2014 | Hitnotering: 19-04-2014 t/m 29-11-2014 | Hitnotering: 19-04-2014 t/m 29-11-2014 | Hitnotering: 19-04-2014 t/m 29-11-2014 | Hitnotering: 19-04-2014 t/m 29-11-2014 | Hitnotering: 19-04-2014 t/m 29-11-2014 | Hitnotering: 19-04-2014 t/m 29-11-2014 | Hitnotering: 19-04-2014 t/m 29-11-2014 | Hitnotering: 19-04-2014 t/m 29-11-2014 | Hitnotering: 19-04-2014 t/m 29-11-2014 | Hitnotering: 19-04-2014 t/m 29-11-2014 | Hitnotering: 19-04-2014 t/m 29-11-2014 | Hitnotering: 19-04-2014 t/m 29-11-2014 | Hitnotering: 19-04-2014 t/m 29-11-2014 | Hitnotering: 19-04-2014 t/m 29-11-2014 | Hitnotering: 19-04-2014 t/m 29-11-2014 | Hitnotering: 19-04-2014 t/m 29-11-2014 |
| Week:                                  | 1                                      | 2                                      | 3                                      | 4                                      | 5                                      | 6                                      | 7                                      | 8                                      | 9                                      | 10                                     | 11                                     | 12                                     | 13                                     | 14                                     | 15                                     | 16                                     | 17                                     |                                        |
| -------------------------------------- | -------------------------------------- | -------------------------------------- | -------------------------------------- | -------------------------------------- | -------------------------------------- | -------------------------------------- | -------------------------------------- | -------------------------------------- | -------------------------------------- | -------------------------------------- | -------------------------------------- | -------------------------------------- | -------------------------------------- | -------------------------------------- | -------------------------------------- | -------------------------------------- | -------------------------------------- | -------------------------------------- |
| Positie:                               | 44                                     | 20                                     | 6                                      | 3                                      | 4                                      | 4                                      | 2                                      | 1                                      | 2                                      | 3                                      | 3                                      | 4                                      | 5                                      | 6                                      | 6                                      | 8                                      | 10                                     |                                        |
| Week:                                  | 18                                     | 19                                     | 20                                     | 21                                     | 22                                     | 23                                     | 24                                     | 25                                     | 26                                     | 27                                     | 28                                     | 29                                     | 30                                     | 31                                     | 32                                     | 33                                     |                                        |                                        |
| Positie:                               | 11                                     | 11                                     | 11                                     | 13                                     | 14                                     | 16                                     | 18                                     | 19                                     | 20                                     | 22                                     | 26                                     | 33                                     | 35                                     | 41                                     | 49                                     | 50                                     | uit                                    |                                        |

### VlaamseUltratop 50
| Hitnotering (Week 1 t/m 20): 03-05-2014 t/m 13-09-2014 Hitnotering (Week 21): 27-09-2014 | Hitnotering (Week 1 t/m 20): 03-05-2014 t/m 13-09-2014 Hitnotering (Week 21): 27-09-2014 | Hitnotering (Week 1 t/m 20): 03-05-2014 t/m 13-09-2014 Hitnotering (Week 21): 27-09-2014 | Hitnotering (Week 1 t/m 20): 03-05-2014 t/m 13-09-2014 Hitnotering (Week 21): 27-09-2014 | Hitnotering (Week 1 t/m 20): 03-05-2014 t/m 13-09-2014 Hitnotering (Week 21): 27-09-2014 | Hitnotering (Week 1 t/m 20): 03-05-2014 t/m 13-09-2014 Hitnotering (Week 21): 27-09-2014 | Hitnotering (Week 1 t/m 20): 03-05-2014 t/m 13-09-2014 Hitnotering (Week 21): 27-09-2014 | Hitnotering (Week 1 t/m 20): 03-05-2014 t/m 13-09-2014 Hitnotering (Week 21): 27-09-2014 | Hitnotering (Week 1 t/m 20): 03-05-2014 t/m 13-09-2014 Hitnotering (Week 21): 27-09-2014 | Hitnotering (Week 1 t/m 20): 03-05-2014 t/m 13-09-2014 Hitnotering (Week 21): 27-09-2014 | Hitnotering (Week 1 t/m 20): 03-05-2014 t/m 13-09-2014 Hitnotering (Week 21): 27-09-2014 | Hitnotering (Week 1 t/m 20): 03-05-2014 t/m 13-09-2014 Hitnotering (Week 21): 27-09-2014 | Hitnotering (Week 1 t/m 20): 03-05-2014 t/m 13-09-2014 Hitnotering (Week 21): 27-09-2014 |
| Week:                                                                                    | 1                                                                                        | 2                                                                                        | 3                                                                                        | 4                                                                                        | 5                                                                                        | 6                                                                                        | 7                                                                                        | 8                                                                                        | 9                                                                                        | 10                                                                                       | 11                                                                                       | 12                                                                                       |
| ---------------------------------------------------------------------------------------- | ---------------------------------------------------------------------------------------- | ---------------------------------------------------------------------------------------- | ---------------------------------------------------------------------------------------- | ---------------------------------------------------------------------------------------- | ---------------------------------------------------------------------------------------- | ---------------------------------------------------------------------------------------- | ---------------------------------------------------------------------------------------- | ---------------------------------------------------------------------------------------- | ---------------------------------------------------------------------------------------- | ---------------------------------------------------------------------------------------- | ---------------------------------------------------------------------------------------- | ---------------------------------------------------------------------------------------- |
| Positie:                                                                                 | 44                                                                                       | 36                                                                                       | 29                                                                                       | 35                                                                                       | 19                                                                                       | 16                                                                                       | 16                                                                                       | 15                                                                                       | 21                                                                                       | 21                                                                                       | 15                                                                                       | 9                                                                                        |
| Week:                                                                                    | 13                                                                                       | 14                                                                                       | 15                                                                                       | 16                                                                                       | 17                                                                                       | 18                                                                                       | 19                                                                                       | 20                                                                                       |                                                                                          | 21                                                                                       |                                                                                          |                                                                                          |
| Positie:                                                                                 | 11                                                                                       | 14                                                                                       | 17                                                                                       | 20                                                                                       | 25                                                                                       | 27                                                                                       | 30                                                                                       | 39                                                                                       | uit                                                                                      | 48                                                                                       | uit                                                                                      |                                                                                          |

## Releasedata
| Land                | Releasedatum     | Formaat        | Label                            |
| ------------------- | ---------------- | -------------- | -------------------------------- |
| Finland             | 12 april 2013    | Muziekdownload | 5 Star Entertainment, EMI        |
| Noorwegen           | 12 april 2013    | Muziekdownload | 5 Star Entertainment, Parlophone |
| Australië           | 21 januari 2014  | Muziekdownload | Warner Bros.                     |
| Duitsland           | 21 januari 2014  | Muziekdownload | Warner Bros.                     |
| Verenigde Staten    | 21 januari 2014  | Muziekdownload | Warner Bros.                     |
| Duitsland           | 21 februari 2014 | Cd-single      | Warner Bros.                     |
| Verenigde Staten    | 1 april 2014     | Radio          | Warner Bros.                     |
| Verenigd Koninkrijk | 3 augustus 2014  | Muziekdownload | Warner Bros.                     |